# ويليام جوزيف هاينز جونيور
ويليام جوزيف هاينز جونيور (بالإنجليزية: William Joseph Haynes, Jr.)‏ هو محامي وقاضي أمريكي، ولد في 1949 في ممفيس في الولايات المتحدة.